# Homohuwelijk in Zuid-Afrika
Het homohuwelijk in Zuid-Afrika is op 30 november 2006 door de wetgevende macht gelegaliseerd, op instructie van het Constitutioneel Hof in Johannesburg. 
Al eerder in 2002 en 2004 deden twee lagere rechtbanken uitspraken die het onthouden van trouwlicenties aan homoseksuelen als discriminatie betitelden. In mei 2005 ging het Zuid-Afrikaanse Ministerie van Binnenlandse Zaken in beroep bij de Constitutionele Rechtbank, maar verloor de zaak. Eén rechter vond dat het hof het homohuwelijk onmiddellijk behoorde te legaliseren, maar zijn collega's laten het tijdstip van de wetswijziging binnen de limiet van één jaar over aan het parlement. Een dag voor het verstrijken van de limiet was het homohuwelijk rond.